# Charles Nicolle
Charles Jules Henri Nicolle (Rouen, 21 september 1866 – Tunis, 28 februari 1936) was een Frans bacterioloog die in 1928 de Nobelprijs voor Fysiologie of Geneeskunde kreeg voor zijn identificatie van luizen als de overbrenger van vlektyfus.

## Biografie
Nicolle leerde al vroeg biologie van zijn vader Eugène Nicolle die arts was in een ziekenhuis in Rouen. Samen met zijn broers werd hij door hun vader onderwezen in de biologie. Na zijn opleiding aan het Lycée Corneille in Rouen studeerde hij geneeskunde aan de Universiteit Rouen. Vervolgens ging hij naar Parijs, waar zijn oudere broer Maurice werkzaam was in een Parijs ziekenhuis. Charles studeerde in 1893 af aan het Pasteur Instituut. Hierna keerde hij terug naar Rouen, als lid van de medische faculteit en later als directeur van het bacteriologisch lab.
In 1903 werd Nicolle directeur in de depandance van het Pasteur Instituut in Tunis, waar hij zijn werk naar luizen en tyfus deed. Toen hij overleed was hij nog steeds directeur van het instituut.

## Werk
Nicolles belangrijkste wapenfeiten in de bacteriologie waren:
- Zijn ontdekking van de overbrengingsmethode van tyfus.
- De introductie van een vaccinatie tegen Maltakoorts (Brucellose).
- Zijn ontdekking van de overbrengingsmethode van tekenkoorts (Babesiosis), namelijk een infectie met de "Babesia"-parasiet.
- Zijn studies naar kanker, roodvonk, runderpest, mazelen, griep, tuberculose en trachoom.

In 1908 beschreven Nicolle en Louis Manceaux als eerste de parasiet die toxoplasmose veroorzaakt: de Toxoplasma gondii. De parasiet werd ontdekt tijdens een onderzoek naar Leishmania bij de Noord-Afrikaanse goendi, terwijl onafhankelijk van Nicolle de Italiaan Alfonso Splendore dezelfde parasiet vond in konijnen.

### Ontdekking van de Vector
Nicolles ontdekking vloeide voort uit de ontdekking dat, hoewel tyfuspatiënten andere patiënten binnen en buiten het ziekenhuis konden besmetten, ze niet langer besmettelijk waren nadat ze een bad en schone kleren hadden gekregen. Toen hij zich dit realiseerde meende hij dat hoogstwaarschijnlijk de luizen de vector waren voor de epidemische tyfus.
In juni 1909 testte Nicolle zijn theorie door een chimpansee met tyfus te infecteren, de luizen ervanaf te halen en deze op een gezonde chimpansee te zetten. Binnen 10 dagen had de tweede chimpansee ook tyfus. Na zijn experiment herhaald te hebben was hij er zeker van: luizen waren de drager.
Verder onderzoek toonde aan dat de belangrijkste overdrachtsmethode niet luizenbeten waren maar uitwerpselen: luizen die waren geïnfecteerd met het virus werden rood en stierven na een paar weken, maar ondertussen scheidden ze een grote hoeveelheid microben met het 'virus' uit. Als hiervan een kleine hoeveelheid op de huid of oog wordt gewreven, treedt infectie op.

### Poging tot een vaccin
Nicolle dacht dat hij een simpel vaccin kon maken door de luizen te pletten en ze te mengen met bloedserum van herstelde patiënten. Hij probeerde het eerste vaccin uit op zichzelf. Toen hij gezond bleef probeerde hij het ook op een paar kinderen (omdat zij een beter immuunsysteem hebben), die tyfus kregen maar herstelden. Hij slaagde er niet in om een praktisch vaccin te ontwikkelen. Deze stap zou pas in 1930 door de Poolse bioloog Rudolf Weigl gezet worden.
- Bibsys: 7034395
- Biblioteca Nacional de Chile: 000384607
- Bibliothèque nationale de France: cb12515901j (data)
- Author citation (botany): C.-J.-H.Nicolle
- Catàleg d'autoritats de noms i títols de Catalunya: 981058511141006706
- CiNii: DA06599433
- Gemeinsame Normdatei: 119524880
- International Standard Name Identifier: 0000 0001 2132 0669
- Library of Congress Control Number: n84803115
- Base Léonore: 19800035/99/12464
- Nationale Bibliotheek van Tsjechië: nlk20000079378
- Nationale Bibliotheek van Israël: 987007271475505171
- Nationale Bibliotheek van Polen: a0000002746732
- Nederlandse Thesaurus van Auteursnamen: 067571174
- Réseau des bibliothèques de Suisse occidentale: 02-A003639930
- SNAC: w6p30ttr
- Système universitaire de documentation: 034296018
- Virtual International Authority File: 49331804
- WorldCat: E39PBJvhrRrGGctTqq9PCJ4Xh3

1901: Behring · 
1902: Ross · 
1903: Finsen · 
1904: Pavlov · 
1905: Koch · 
1906: Golgi, Ramón y Cajal · 
1907: Laveran · 
1908: Mechnikov, Ehrlich · 
1909: Kocher · 
1910: Kossel · 
1911: Gullstrand · 
1912: Carrel · 
1913: Richet ·
1914: Bárány · 
1919: Bordet · 
1920: Krogh · 
1922: Hill, Meyerhof · 
1923: Banting, Macleod · 
1924: Einthoven ·
1926: Fibiger · 
1927: Wagner-Jauregg · 
1928: Nicolle · 
1929: Eijkman, Hopkins · 
1930: Landsteiner · 
1931: Warburg · 
1932: Sherrington, Adrian · 
1933: Morgan · 
1934: Whipple, Minot, Murphy · 
1935: Spemann · 
1936: Dale, Loewi · 
1937: Szent-Györgyi · 
1938: Heymans · 
1939: Domagk · 
1943: Dam, Doisy · 
1944: Erlanger, Gasser · 
1945: Fleming, Chain, Florey · 
1946: Muller · 
1947: C. Cori, G. Cori, Houssay · 
1948: Müller · 
1949: Hess, Moniz · 
1950: Kendall, Reichstein, Hench · 
1951: Theiler · 
1952: Waksman · 
1953: Krebs,Lipmann ·
1954: Enders, Weller, Robbins · 
1955: Theorell · 
1956: Cournand, Forssmann, Richards · 
1957: Bovet · 
1958: Beadle, Tatum, Lederberg · 
1959: Ochoa, Kornberg · 
1960: Burnet, Medawar · 
1961: Békésy · 
1962: Crick, Watson, Wilkins · 
1963: Eccles, Hodgkin, Huxley · 
1964: Bloch, Lynen · 
1965: Jacob, Lwoff, Monod · 
1966: Rous, Huggins · 
1967: Granit, Hartline, Wald · 
1968: Holley, Khorana, Nirenberg · 
1969: Delbrück, Hershey, Luria · 
1970: Katz, Euler, Axelrod · 
1971: Sutherland · 
1972: Edelman, Porter · 
1973: Frisch, Lorenz, Tinbergen · 
1974: Claude, De Duve, Palade · 
1975: Baltimore, Dulbecco, Temin ·
1976: Blumberg, Gajdusek · 
1977: Guillemin, Schally, Yalow · 
1978: Arber, Nathans, Smith · 
1979: Cormack, Hounsfield · 
1980: Benacerraf, Dausset, Snell · 
1981: Sperry, Hubel, Wiesel · 
1982: Bergström, Samuelsson, Vane · 
1983: McClintock · 
1984: Jerne, Köhler, Milstein · 
1985: Brown, Goldstein · 
1986: Cohen, Levi-Montalcini · 
1987: Tonegawa · 
1988: Black, Elion, Hitchings · 
1989: Bishop, Varmus · 
1990: Murray, Thomas · 
1991: Neher, Sakmann · 
1992: Fischer, Krebs · 
1993: Roberts, Sharp · 
1994: Gilman, Rodbell · 
1995: Lewis, Nüsslein-Volhard, Wieschaus · 
1996: Doherty, Zinkernagel · 
1997: Prusiner · 
1998: Furchgott, Ignarro, Murad · 
1999: Blobel · 
2000: Carlsson, Greengard, Kandel ·
2001: Hartwell, Hunt, Nurse · 
2002: Brenner, Horvitz, Sulston · 
2003: Lauterbur, Mansfield · 
2004: Axel, Buck · 
2005: Marshall, Warren ·
2006: Fire, Mello ·
2007: Capecchi, Smithies, Evans ·
2008: Zur Hausen, Barré–Sinoussi, Montagnier ·
2009: Blackburn, Greider, Szostak ·
2010: Edwards ·
2011: Beutler, Hoffmann, Steinman ·
2012: Gurdon, Yamanaka ·
2013: Rothman, Schekman, Südhof ·
2014: O'Keefe, Moser, Moser ·
2015: Campbell, Omura, Tu ·
2016: Osumi ·
2017: Hall, Rosbash, Young ·
2018: Allison, Honjo ·
2019: Kaelin, Ratcliffe, Semenza ·
2020: Alter, Houghton, Rice ·
2021: Julius, Patapoutian ·
2022: Pääbo ·
2023: Karikó, Weissman ·
2024: Ambros, Ruvkun